# Неволинське сільське поселення
Нево́линське сільське поселення (рос. Неволинское сельское поселение) — муніципальне утворення у складі Ішимського району Тюменської області, Росія.
Адміністративний центр — село Неволина.

## Населення
Населення — 595 осіб (2020; 643 у 2018, 732 у 2010, 905 у 2002).

## Склад
До складу поселення входять такі населені пункти:
| Населений пункт        | Населення, осіб (2002) | Населення, осіб (2010) |
| ---------------------- | ---------------------- | ---------------------- |
| Неволина, село         | 690                    | 551                    |
| Новоівановка, присілок | 40                     | 36                     |
| Тимохина, присілок     | 175                    | 145                    |